# I Hate Love
I Hate Love é um filme mexicano do gênero drama de 2012 dirigido por Humberto Hinojosa Ozcariz. A produção estreou no Festival Internacional de Cinema de Morelia em 2012, mas só foi lançado nos cinemas mexicanos em 2014.

## Enredo
Robo (Christian Vazquez), Cobra (Rodrigo Azuela) e Caca (Diego Cataño) são melhores amigos, ao passarem um dia na praia os adolescentes se deparam com uma criança afogando. Robo, rapidamente, vai de encontro com a criança, mas acaba se afogando também, devido ao trauma, ele acaba ficando surdo. Um ano depois, ao voltarem para suas rotinas, Robo ainda se sente deslocado na escola e com os amigos, devido a sua surdez.
Mas as coisas começam a mudar quando ele conhece Eve (Diane Rosser), uma adolescente americana problemática, filha do homem que está prestes a se casar com a mãe de Cobra. Embora Cobra deixe claro que está interessado em se relacionar com a garota, os sentimentos de Robo e Eve falam mais alto, ele percebe que ao estar com Eve seu problema de surdez dá sinal de melhoras. Robo deduz que estar apaixonado o faz ouvir de novo. O romance fica complicado quando Cobra se dá conta do que está acontecendo, Robo precisa escolher entre a amizade com Cobra ou o relacionamento com Eve. 
Um viagem ao litoral põe à prova os laços da verdadeira amizade e o amor entre os três personagens, além do desafio que significa para Robo voltar ao lugar onde ele ficou surdo. Nesta atmosfera de ciúmes, rancor, rivalidade, companheirismo e amor outro acidente ocorre e mudará completamente a vida de todos.

## Elenco
- Christian Vazquez ... Robo
- Rodrigo Azuela ... Cobra
- Diego Cataño ... Caca
- Diane Rosser ... Eve
- Miriana Moro ... Jenny
- Kevin Ging ... Thomas